# Lorenz Heister
Laurentius Heister (1683–1758) (* Frankfurt am Main, 19 de Setembro de 1683 † Bornum am Elm, 18 de Abril de 1758) foi médico, cirurgião, anatomista e botânico alemão. Foi professor de anatomia e de cirurgia da Universidade de Helmstedt, cargo que exerceu até os últimos dias de sua vida. Credita-se a ele a criação do termo "traqueotomia". Ele é considerado o fundador da cirurgia científica na Alemanha.

## Biografia
Era filho de um madeireiro, que mais tarde se tornou estalajadeiro e comerciante de vinhos. Sua mãe se chamava Maria Alleins. De 1702 a 1706 Heister estudou nas Universidades de Giessen e Wetzlar. Em Giessen teve como professor o médico alemão Georg Christoph Möller (1663-1740) e nessa faculdade Georg Theodor Barthold (1669-1712) deu a ele a oportunidade de realizar a sua primeira dissecação de um corpo masculino. Mais tarde,  estabeleceu-se em Amsterdam, onde ele estudou anatomia com médico e botânico Frederik Ruysch (1638–1731) e aulas de botânica com o professor Caspar Commelin (1668-1731).  No verão de 1707, tornou-se médico assistente no "Hospital de Campanha" em Bruxelas e Gante durante a Guerra da Sucessão Espanhola.
Depois ele viajou para Leiden, onde estudou anatomia com Bernhard Siegfried Albinus (1653–1721) e Govert Bidloo (1649–1713), e também assistiu as aulas de química e doenças oftalmológicas com o médico e humanista Herman Boerhaave (1668-1738).  Em 31 de Maio de 1708, recebeu seu diploma de doutorado da Universidade de Harderwijk, e no verão de 1709, tornou-se a juntar ao exército holandês como cirurgião de campanha durante o "Assédio de Tournai". Pouco depois, distinguiu-se no tratamento de feridos durante as Batalhas Oudenarde e de Malplaquet.
Em 11 de Novembro de 1711, foi nomeado professor de anatomia e cirurgia da Universidade de Altdorf, e a partir de 1720, foi nomeado professor de anatomia e cirurgia em Helmstedt, onde permaneceu pelo resto da sua vida. Durante esse período em Helmstedt, ele também deu aulas de botânica e medicina prática.
Dentre seus inúmeros manuscritos, a obra mais conhecida é a "Chirurgie", um livro sobre cirurgia traduzido para sete idiomas, inclusive Latim e japonês. Ele foi extensivamente usado no Japão, e era ainda utilizado como texto padrão em Viena até por volta de 1838. O jardim botânico de Heister em Helmstedt, foi considerado um dos mais belos da Alemanha.
Em 1718, ele cunhou o termo "traqueotomia". Também, credita-se a ele como sendo o primeiro médico a realizar uma seção pós-morte de "apendicite". Seu nome foi usado no gênero de plantas Heisteria, bem como às válvulas espirais de Heister, definidas como dobras anatômicas do duto cístico.
Correspondeu-se com Carolus Linnaeus de 31 de Março de 1736 até 30 de Abril de 1742. Um neto de Lorenz Heister foi o mineralogista e químico Lorenz von Crell (1744–1816).
Sua biblioteca continha mais de 12 mil volumes e seu herbário foi preservado em 90 volumes. Possuía nada menos de 470 instrumentos cirúrgicos, a maioria deles feitos de prata. 
Seu filho Elias Friedrich Heister (1715-1740), nascido em Altdorf, estudou medicina e recebeu seu doutorado em 22 de Outubro de 1738. Todavia, morreu durante uma viagem à Holanda em 1740.

## Obras
- Laurentii Heisteri Systema plantarum …. 1748.
- Descriptio novi generis plantae rarissimae …. 1753.
- Compendium anatomicum, publicado pela primeira vez em 1721, 10 edições.
- Chirurgie, publicada inicialmente em 1739, 15 edições.
- Institutiones chirurgicae, (Instituições cirúrgicas) 1749